# Idaea muricata
Pour les articles homonymes, voir Phalène.
Espèce
La Phalène aurorale ou Variée (Idaea muricata) est une espèce de lépidoptères de la famille des Geometridae.
On la trouve en Europe et en Asie jusqu'au Japon.
Elle a une envergure de 18 à 20 mm. Elle vole de juin à juillet.
Sa larve se nourrit sur les potentilles et les plantes basses.